# Fernand Dineur
Fernand Dineur (* 17. Mai 1904 in Anderlecht, Belgien; † 1. April 1956) war ein belgischer Comiczeichner und -Autor und gilt – obwohl in Deutschland weitgehend unbekannt – als einer der Pioniere des frankobelgischen Comics.
Bevor Dineur begann, Comics zu zeichnen, versuchte er sich in verschiedensten Berufen, unter anderem als Fleischer und Polizeibeamter. Im belgischen Kongo war er zeitweilig als Handelsvertreter und zugleich als territorialer Beamter tätig.
Als er Ende der dreißiger Jahre erste Illustrationen (Les tribulations de Prosper) in der belgischen Presse (Le Soir, Le Moustique) veröffentlicht, wurde Jean Dupuis, der auf der Suche nach belgischen Talenten für seine neue Wochenzeitschrift Spirou war, auf ihn aufmerksam.
Dineur wurde aufgefordert, einen Beitrag für die erste Spirou-Nummer vom 21. April 1938 zu leisten und kreierte die Urfassung von Tif et Tondu (deutsch Harry und Platte oder Gin und Fizz). In der Folgezeit schafft Dineur neben regelmäßigen Tif und Tondu-Abenteuern weitere Serien für Dupuis’ Wochenmagazin (Flup Détective; Puis les Exploits de Bibn Ripp, Fitt et Jop).
Nach einem Jahrzehnt regelmäßiger Beiträge für Spirou kam es 1948 zum Bruch mit Jean Dupuis, als Dineur vollständige Tif und Tondu–Abenteuer im Konkurrenzblatt Héroïc-Albums veröffentlichte. Nachdem Dupuis sich die Rechte an den Figuren gesichert hatte, vertraute er die weitere graphische Entwicklung der Reihe Will Maltaite an. Dineur verfasste noch einige Szenarien für die Serie, doch im Jahr 1951 wurde er als Texter zunächst von Henri Gillain abgelöst, ehe ihm ab 1955 Maurice Rosy als neuer Stammszenarist nachfolgte.
Im Jahre 1976 widmete Deligne dem Pionier des belgischen Comics eine fünfbändige Retrospektive mit sämtlichen von ihm gezeichneten Tif et Tondu-Abenteuern. Von 2008 bis 2012 erschienen noch einmal neun Alben Tif et Tondu bei den Éditions du Taupinambour, mit neuen Titelbildern von Alec Séverin.
| Personendaten    | Personendaten                       |
| ---------------- | ----------------------------------- |
| NAME             | Dineur, Fernand                     |
| KURZBESCHREIBUNG | belgischer Comic-Zeichner und Autor |
| GEBURTSDATUM     | 17. Mai 1904                        |
| GEBURTSORT       | Anderlecht, Belgien                 |
| STERBEDATUM      | 1. April 1956                       |